# ГЕС Дукан
ГЕС Дукан — гідроелектростанція у курдському автономному регіоні Іраку. Знаходячись після ГЕС Сардашт (Іран), становить нижній ступінь каскаду на річці Малий Заб, лівій притоці Тигру (басейн Перської затоки).
У 1954—1959 роках річку перекрили бетонною арковою греблею висотою 116 метрів, довжиною 345 метрів та шириною від 6 (по гребеню) до 34 (по основі) метрів, яка потребувала 370 тис. м3 матеріалу. Вона утримує водосховище з площею поверхні 270 км2 та об'ємом 6,8 млрд м3 (корисний об'єм 6,1 млрд млн м3), в якому припустиме коливання рівня між позначками 469 та 511 метрів НРМ.
У 1979-му комплекс доповнили пригреблевим машинним залом, де встановили п'ять турбін типу Френсіс потужністю по 80 МВт, котрі живляться через водоводи з діаметрами по 3,7 метра та використовують напір у 95 метрів.